# BugScout
bugScout es una plataforma para la detección de vulnerabilidades de seguridad de las aplicaciones a través del análisis de código fuente de aplicaciones (SAST) y en tiempo de ejecución (IAST & RASP). Desarrollada por la empresa española Bugscout International S.L., su primera versión fue lanzada al mercado en 2010.
Bugscout es una plataforma que dispone de las tres tecnologías principales en la detección de vulnerabilidades: SAST, IAST y RASP.
La tecnología SAST de Bugscout analiza código fuente de más de 35 lenguajes, aplicando más de 6.100 reglas de Seguridad y Calidad, indexando las vulnerabilidades detectadas de manera jerárquica gracias al empleo de una taxonomía abierta. La base de dicha forma de organizar las vulnerabilidades es la Common Weakness Enumeration. Sigue los estándares internacionales OWASP, SansTop25, PCI, 7 Pernicious Kingdoms,.. 
IAST y RASP son tecnologías basadas en agentes que se ejecutan en las máquinas detectando intentos de vulnerabilidad de las aplicaiones y con reporting en tiempo real.
bugScout está disponible tanto en dos versiones: SaaS, en la nube; y Appliance on premise, en las propias instalaciones del Cliente. 
- Datos: Q18669706